# Mango (Togo)
Mango – miasto w Togo (region Savanes); według danych szacunkowych na rok 2009 liczy 25 601 mieszkańców.